# 托倫蒂諾條約
《托伦蒂诺条约》是法蘭西第一共和國与教皇国之间于1797年2月19日签署的和平条约。法国的签字人是法国督政府驻罗马教廷大使弗朗索瓦·卡科和正在崛起的拿破仑·波拿巴将军，以及与他们相对的四位教皇庇护六世教廷代表。
这是第一次反法同盟战争期间1796年至1797年意大利战役之后事件的一部分。在曼图亚战役、阿爾科萊戰役和里沃利战役中击败奥地利君主國后，拿破仑在意大利北部不再有敌人，能够把注意力轉到教皇国身上。经过法国与教皇国之间长达九个月的谈判，1797 年2月，9,000 名法国革命軍士兵入侵教皇国罗马涅地区，庇护六世别无选择，只能接受法国的条件。

## 条款
该条约确认了博洛尼亞停戰協定中的严厉条款， 在之前从教皇国获得的2100万里弗尔赔偿金（总共 3600万里弗）的基础上又增加了1500万里弗。此外，在大革命初期被法国军队占领直屬教皇国的城市阿维尼翁（沃奈桑伯爵领地）也正式割让给法国，从而彻底结束了教皇在阿维尼翁半个世纪的统治。 罗马涅、费拉拉和博洛尼亚的領地已经被法国入侵，也被教皇国割让并入新成立的奇萨尔皮纳共和国。 
该条约还正式没收了梵蒂冈的艺术珍品。一百多幅画作和其他艺术品将被运往巴黎卢浮宫。法国专员保留进入任何公共、宗教或私人建筑的权利，以选择和评估要带往法国的物品。1798 年，该条约的这一部分通过与其他意大利国家签订的条约扩大到适用于整个意大利。
对教宗国施加的其他条件包括向法国记者休·德·巴斯维尔的家人提供赔偿，他因涉嫌“侮辱教皇”而在教皇国首都罗马被人群杀害， 并同意法国革命軍驻扎在安科纳，直到战争结束。

## 後續
该条约并没有让法国督政府满意，它仍然试图结束罗马教廷的世俗權力。 仅仅一年后，法国革命軍入侵了教皇国的其他地区并逮捕了庇护六世，建立了罗马共和国。